# Siblingen
Siblingen é uma comuna da Suíça, no Cantão Schaffhausen, com cerca de 750 habitantes. Estende-se por uma área de 9,42 km², de densidade populacional de 78 hab/km². Confina com as seguintes comunas: Beringen, Gächlingen, Hemmental, Löhningen, Neunkirch, Schleitheim.
A língua oficial nesta comuna é o Alemão.